# Sven Christ
Pour les articles homonymes, voir Sven.
Sven Christ est un joueur de football suisse à la retraite. Né le 9 décembre 1973 à Bienne, il évoluait comme défenseur. Il est actuellement entraîneur.

## Clubs successifs
- 1991-1994 : FC Granges
- 1994-1997 : FC Aarau
- 1997-1999 : Grasshopper Zürich
- 1999 : FC Aarau
- 1999-2001 : FC Lausanne-Sport
- 2001-2003 : Mayence 05
- 2003-2008 : FC Aarau

## Palmarès
- Vainqueur du Championnat de Suisse 1998 avec le Grasshopper Zürich.
- Finaliste de la Coupe de Suisse 1999 avec le Grasshopper Zürich.
- Finaliste de la Coupe de Suisse 2000 avec le FC Lausanne-Sport.